# Masques sur mesure

Masques sur mesure est le titre d'un recueil d'essais de Pierre Mac Orlan, publié pour la première fois aux éditions Gallimard en 1937. L'ouvrage fut de nouveau publié en une édition augmentée en 1965, puis en 1970 dans les Œuvres complètes de l'auteur, sous le titre Masques sur mesure I, avec de nouveaux ajouts. Deux autres volumes d'essais furent intitulés Masques sur mesure II et Masques sur mesure III.
Les textes rassemblés dans le premier volume constituent, selon la formule de Francis Lacassin, le « manifeste implicite du fantastique social », notion forgée dans les années 1920 par Mac Orlan pour définir la forme moderne du fantastique.

## Éditions
Sauf mention contraire, les dates données entre parenthèses correspondent à la première publication des textes recueillis dans les différents volumes de Masques sur mesure.

### Masques sur mesure(Gallimard, 1937)
- « Le Décor sentimental » (1929, remanié et complété en 1937)
- « Et quelques hommes » (trois essais consacrés à George Grosz, Francis Carco et Pascin)
- « Les jeux du demi-jour » (essai de 1926, légèrement remanié en 1937)
- « Uranie » (1929)
- « Les démons gardiens » (1937)
- « Entre deux jours » (nouvelle de 1932)

### Masques sur mesure(Gallimard, 1965)
L'édition de 1965 reprend les textes précédents, à l'exception de « Entre deux jours », qui à partir de 1950 est publié à la suite du roman Le Bal du pont du nord. Sont ajoutés les essais suivants :
- « Lautrec peintre de la lumière froide » (1934)
- « Atget » (1930)
- « Tombeau de Pascin » (1944)
- « Utrillo » (1952)

### Masques sur mesure I(Le Cercle du bibliophile, 1970)
L'édition de 1970, constituant l'antépénultième volume des Œuvres complètes de Mac Orlan, établies par Gilbert Sigaux, reprend l'ensemble des textes de l'édition de 1965 (le texte des « jeux du demi-jour » est celui de l'édition originale de 1926), auxquels sont adjoints :
- « Du Moulin-Rouge à Buffalo » (essai consacré à Toulouse-Lautrec publié une première fois en 1962)
- « George Grosz ou la beauté du malheur » (1966, revu et corrigé par Mac Orlan)

Deux autres essais sont publiés dans le même volume des O.C. (« Le Cirque », 1923 et « Le Rugby et ses paysages sentimentaux », 1968) mais ne sont pas intégrés au recueil.

### Masques sur mesure II(Le Cercle du bibliophile, 1970)
Le recueil intitulé Masques sur mesure II reprend des essais et des articles consacrés, pour l'essentiel, à des portraits d'artistes et rédigés à différentes périodes. Ils ont été regroupés par Gilbert Sigaux, suivant un plan laissé par Mac Orlan, qui décède juste avant la parution du volume.
- « Courbet » (1951)
- « Félicien Rops » (1928)
- « Picasso » (1929)
- « Vlaminck » (1947 pour la première partie, 1958 pour la seconde)
- « Gus Bofa » (1930)
- « Éloge de Gus Bofa » (1949)
- « Chas Laborde » (1951)
- « Les livres de Dignimont» (1927)
- « Germaine Krull » (1931)
- « Daragnès » (1924)
- « Éloge de J.-G. Daragnès » (1956)
- « Yves Brayer » (1961)
- « André Planson » (1954)
- « Belleville-Ménilmontant » (1954)
- « Pays-Bas » (1965)
- « Flore et faune » (1963)

### Masques sur mesure III(Le Cercle du bibliophile, 1971)
Divisé en deux sections (« Esquisses et Portraits » et « Préfaces »), le choix et l'ordonnancement des textes a été établi par Gilbert Sigaux, et pour, partie, par Mac Orlan lui-même. La mort de l'écrivain en juin 1970 ne lui permit pas de terminer ce travail éditorial.
Esquisses et portraits
- « Guillaume Apollinaire » (1923 pour la première partie, 1943 pour la deuxième, 1954 pour la troisième)
- « Pierre Benoit » (1931 pour la première partie, 1968 pour la seconde)
- « Lawrence Durrell » (1971. Il s'agit du dernier texte écrit par Mac Orlan[5].)
- « Erckmann-Chatrian » (1933 pour la première partie, 1963 pour la seconde)
- « André Gide » (1928 pour la première partie, 1951 pour la seconde)
- « Paul Gilson » (1949)
- « Jules Laforgue » (1922)
- « Gérard de Nerval » (1932 ou 1933 pour l'écriture[6], 1963 pour la première publication)

Préfaces
- Julien Callé, Sainte-Guillotine (1930)
- Chamisso, Peter Schlemihl (1921)
- Coleridge, Le Dit du vieux marin (1963)
- Joseph Conrad, Le Frère-de-la-Côte (1957)
- Édouard Corbière, Le Négrier (non renseigné)
- Georges Courteline, Le Train de 8h47 (1948)
- Gatien Courtilz de Sandras, Mémoires de M. d'Artagnan (1947)
- Jules Depaquit, Histoire de France (1928)
- Alfred Döblin, Berlin Alexanderplatz (1933)
- Ilya Ehrenbourg, Les Aventures extraordinaires de Julio Jurenito et de ses amis (1925)
- Fenimore Cooper, La Légende de Bas-de-Cuir (1960)
- Jean Giraudoux, La Pharmacienne (1922)
- Goethe, Faust (1924)
- Capitaine Johnson, Histoire des pirates anglais (1921)
- Rudyard Kipling, Chansons de la chambrée (1920)
- Rudyard Kipling, La Lumière qui s'éteint (1958)
- Paul Lenglois, Monsieur de Jonkhère, Gentilhomme d'aventures (1927)
- Herman Melville, Redburn (1951)
- Edgar Poe, Les Aventures d'Arthur Gordon Pym (1954)
- Jacques Prévert et Pierre Laroche, Les Visiteurs du soir (1947)
- Abbé Prévost, Manon Lescaut (1959)
- Albert Simonin, Touchez pas au grisbi ! (1953)
- Robert Louis Stevenson, Les Nuits des Iles (1919)
- Robert Louis Stevenson, Le Cas fantastique du Dr Jekyll et de Mr Hyde (1948)
- Robert Louis Stevenson, L'Île au trésor (1961)
- Jonathan Swift, Conseil aux domestiques (1921)
- Paul Verlaine, Choix de poèmes (1943, réédité avec quelques modifications en 1953)
- Boris Vian, Œuvres complètes (1968)
- Alfred de Vigny, Servitude et grandeur militaires (1961)
- François Villon, Œuvres (1944)
- Voltaire, Candide ou l'optimisme (1922)
- Oscar Wilde, Ballade de la Geôle de Reading (non renseigné)

Enfin, trois derniers textes complètent le volume :
- « Le Théâtre de l'arrière » (douze sketches écrits en 1918)
- « Aventure » (1921)
- « La Faim » (1929)